# Robert Stuart (explorador)
Robert Stuart (19 de fevereiro de 1785 - 28 de outubro de 1848), filho de Charles Stuart, foi sócio de John Jacob Astor e um dos homens da Companhia do Noroeste, contratado por Astor para ajudá-lo a estabelecer o seu império do comércio de peles. Robert era um jovem de 25 anos quando partiu a bordo do Tonquin na sua viagem em redor do Cabo para fundar Fort Astoria. 
Acompanhou a expedição por terra que ligou Fort Astoria e St. Louis, quando o forte foi vendido à Companhia do Noroeste. Robert Stuart é creditado como explorador e foi um daqueles que efetivamente abriram o Oregon Trail, embora o seu feito não tenha sido reconhecido senão muito mais tarde. O seu diário é um relato detalhado da sua viagem de inverno entre Fort Astoria, no que é hoje o Oregon, e St. Louis, no Missouri. Supõe-se que a obra de Washington Irving Astoria tenha sido baseada neste relato de Stuart.
Após a guerra de 1812 Stuart continuou ao serviço de Astor como chefe da American Fur Company, baseado na ilha Mackinac, no lago Huron, Michigan. Robert Stuart também foi tesoureiro do Estado de Michigan no período 1840-1841.
Morreu em 28 de outubro de 1848, e está enterrado no histórico Elmwood Cemetery, em Detroit, Michigan.